# Montainville, Yvelines
Montainville är en kommun i departementet Yvelines i regionen Île-de-France i norra Frankrike. Kommunen ligger i kantonen Aubergenville som tillhör arrondissementet Mantes-la-Jolie. År 2022 hade Montainville 560 invånare.

## Befolkningsutveckling
Antalet invånare i kommunen Montainville
| Referens: INSEE |

## Externa länkar

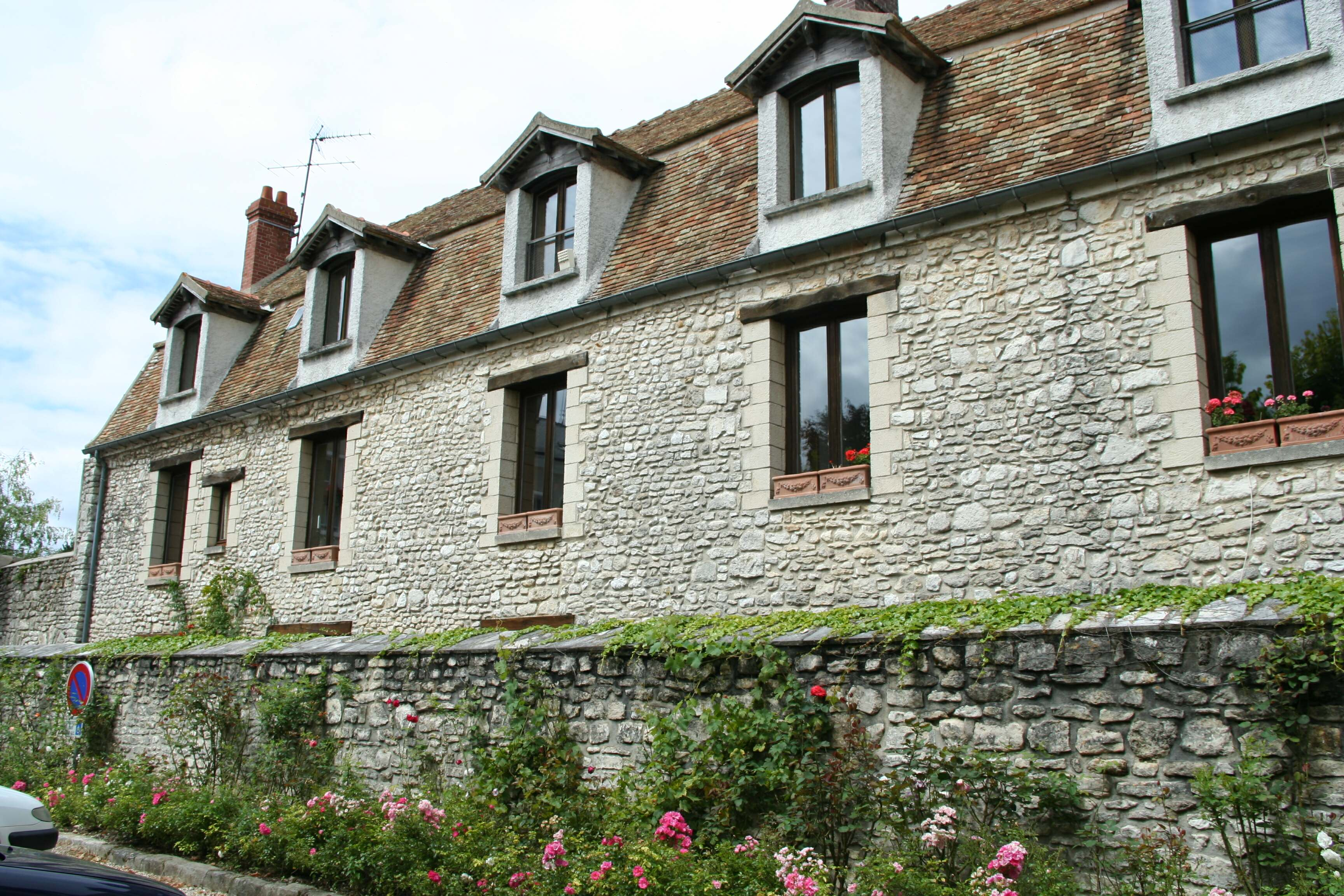
Le Grand Fauconnier de France